# Llista de consellers generals d'Andorra (III Legislatura)

Resultats de les eleccions generals del 2001.
Partit Liberal: 15 consellers
Partit Socialdemòcrata: 6 consellers
Partit Demòcrata: 5 consellers
Unió Laurediana: 2 consellers

Aquesta és una llista dels consellers generals d'Andorra de la III legislatura (2001-2005). Els membres del Consell General d'Andorra van ser elegits en les eleccions generals del 2001. Al començament de legislatura es van constituir tres grups parlamentaris: el Liberal (15 consellers), el Socialdemòcrata (6) i el Demòcrata (5). A principis del 2002 els membres del grup Demòcrata van abandonar el partit i van passar al grup mixt.
| Grup parlamentari | Grup parlamentari | En la constitució | En la dissolució |
| ----------------- | ----------------- | ----------------- | ---------------- |
|                   | Liberal           | 17                | 17               |
|                   | Socialdemòcrata   | 6                 | 6                |
|                   | Demòcrata         | 5                 | 0                |
|                   | Mixt              | 0                 | 4                |
| Total             | Total             | 28                | 27               |

## Consellers

### Sindicatura
|  | Nom                     | Grup parlamentari | Circumscripció   | Legislatures anteriors | Inici mandat       | Fi mandat         | Càrrec                      |
|  | ----------------------- | ----------------- | ---------------- | ---------------------- | ------------------ | ----------------- | --------------------------- |
|  | Francesc Areny Casal    | Liberal           | Nacional         | II                     | 27 de març de 2001 | 4 de març de 2005 | Síndic general              |
|  | Josep Àngel Mortés Pons | Liberal           | Nacional         | I, II                  | 27 de març de 2001 | 4 de març de 2005 | Subsíndic general           |
|  | Marcel Llovera Massana  | Liberal           | Andorra la Vella |                        | 27 de març de 2001 | 4 de març de 2005 | Secretari de la Sindicatura |
|  | Esteve López Montanya   | Socialdemòcrata   | Nacional         |                        | 27 de març de 2001 | 4 de març de 2005 | Secretari de la Sindicatura |

### Resta del Ple
|  | Nom                         | Grup parlamentari | Circumscripció      | Legislatures anteriors | Inici mandat           | Fi mandat             | Càrrec                                                      |
|  | --------------------------- | ----------------- | ------------------- | ---------------------- | ---------------------- | --------------------- | ----------------------------------------------------------- |
|  | Olga Adellach Coma          | Liberal           | Ordino              |                        | 27 de març de 2001     | 12 d'abril de 2001    |                                                             |
|  | Miquel Alís Font            | Socialdemòcrata   | Encamp              | II                     | 27 de març de 2001     | 6 de novembre de 2003 |                                                             |
|  | Miquel Àlvarez Marfany      | Liberal (UL)      | Sant Julià de Lòria | II                     | 27 de març de 2001     | 12 d'abril de 2001    |                                                             |
|  | Josep Areny Fité            | Liberal           | Canillo             | I, II                  | 27 de març de 2001     | 4 de març de 2005     | President suplent del Grup Liberal                          |
|  | Olga Areny Sánchez          | Socialdemòcrata   | Encamp              |                        | 18 de novembre de 2003 | 4 de març de 2005     |                                                             |
|  | Jaume Bartumeu Cassany      | Socialdemòcrata   | Nacional            | I, II                  | 27 de març de 2001     | 4 de març de 2005     | President del Grup Socialdemòcrata                          |
|  | Olga Benazet Dolsa          | Liberal           | Ordino              |                        | 19 d'abril de 2001     | 4 de març de 2005     |                                                             |
|  | Francesc Casals Pantebre    | Socialdemòcrata   | Nacional            |                        | 27 de març de 2001     | 4 de març de 2005     |                                                             |
|  | Pere Cervós Cardona         | Liberal           | Andorra la Vella    | II                     | 27 de març de 2001     | 12 d'abril de 2001    |                                                             |
|  | Jordi Daban Alsina          | Liberal           | Nacional            |                        | 27 de març de 2001     | 4 de març de 2005     |                                                             |
|  | Josep Dallerès Codina       | Socialdemòcrata   | Encamp              | I, II                  | 27 de març de 2001     | 4 de març de 2005     |                                                             |
|  | Joan Albert Farré Santuré   | Liberal (UL)      | Sant Julià de Lòria |                        | 19 d'abril de 2001     | 4 de març de 2005     |                                                             |
|  | Olga Forné Angrill          | Mixt              | La Massana          |                        | 27 de març de 2001     | 8 de gener de 2003    |                                                             |
|  | Marc Forné Molné            | Liberal           | Nacional            | II                     | 27 de març de 2001     | 7 d'abril de 2001     |                                                             |
|  | Patrick García Ricart       | Mixt              | Nacional            |                        | 27 de març de 2001     | 4 de març de 2005     |                                                             |
|  | Josep Garrallà Rossell      | Mixt              | La Massana          | I, II                  | 27 de març de 2001     | 5 de novembre de 2003 |                                                             |
|  | Maïtena Manciet Fouchier    | Liberal           | Escaldes-Engordany  |                        | 18 de novembre de 2003 | 4 de març de 2005     |                                                             |
|  | Antoni Martí Petit          | Liberal           | Escaldes-Engordany  | I, II                  | 27 de març de 2001     | 6 de novembre de 2003 | President del Grup Liberal (fins al novembre del 2003)      |
|  | Jordi Mas Torres            | Mixt              | Nacional            |                        | 27 de març de 2001     | 4 de març de 2005     | President del Grup Mixt                                     |
|  | Daniel Mateu Melción        | Liberal           | Canillo             |                        | 27 de març de 2001     | 4 de març de 2005     |                                                             |
|  | Joan Monegal Blasi          | Mixt              | Nacional            |                        | 27 de març de 2001     | 4 de març de 2005     | President suplent del Grup Mixt                             |
|  | Càndid Naudi Mora           | Liberal           | Nacional            |                        | 27 de març de 2001     | 4 de març de 2005     | President del Grup Liberal (a partir del novembre del 2003) |
|  | Marc Pintat Forné           | Liberal (UL)      | Sant Julià de Lòria | II                     | 27 de març de 2001     | 4 de març de 2005     |                                                             |
|  | Clara Pintat Rossell        | Liberal           | Nacional            |                        | 12 d'abril de 2001     | 4 de març de 2005     |                                                             |
|  | Emili Prats Grau            | Liberal           | Ordino              |                        | 27 de març de 2001     | 4 de març de 2005     |                                                             |
|  | Maria Lluïsa Puig Montes    | Liberal           | Andorra la Vella    |                        | 19 d'abril de 2001     | 4 de març de 2005     |                                                             |
|  | Josep Ribera Ambatlle       | Mixt              | La Massana          |                        | 24 de gener de 2003    | 4 de març de 2005     |                                                             |
|  | Antoni Riberaygua Sasplugas | Liberal           | Nacional            |                        | 27 de març de 2001     | 23 d'octubre de 2003  |                                                             |
|  | Francesc Rodríguez Rossa    | Socialdemòcrata   | Nacional            | I                      | 27 de març de 2001     | 4 de març de 2005     |                                                             |
|  | Roc Rossell Dolcet          | Liberal           | Nacional            |                        | 27 de març de 2001     | 4 de març de 2005     |                                                             |
|  | Òscar Rossell Margalef      | Liberal           | Nacional            |                        | 23 d'octubre de 2003   | 4 de març de 2005     |                                                             |
|  | Guillem Valdés Alemany      | Liberal           | Escaldes-Engordany  |                        | 27 de març de 2001     | 4 de març de 2005     |                                                             |

### Substitucions
|  | Conseller substituït        | Grup            | Baixa      | Motiu                                                                                | Conseller substitut       | Grup            | Alta       |
|  | --------------------------- | --------------- | ---------- | ------------------------------------------------------------------------------------ | ------------------------- | --------------- | ---------- |
|  | Marc Forné Molné            | Liberal         | 7/4/2001   | Deixa vacant l'escó per haver estat elegit cap de Govern.                            | Clara Pintat Rossell      | Liberal         | 12/4/2001  |
|  | Olga Adellach Coma          | Liberal         | 12/4/2001  | Deixa vacant l'escó per haver estat nomenada ministra d'Agricultura i Medi Ambient.  | Olga Benazet Dolsa        | Liberal         | 19/4/2001  |
|  | Miquel Àlvarez Marfany      | Liberal         | 12/4/2001  | Deixa vacant l'escó per haver estat nomenat ministre d'Economia.                     | Joan Albert Farré Santuré | Liberal         | 19/4/2001  |
|  | Pere Cervós Cardona         | Liberal         | 12/4/2001  | Deixa vacant l'escó per haver estat nomenat ministre d'Educació, Joventut i Esports. | Maria Lluïsa Puig Montes  | Liberal         | 19/4/2001  |
|  | Olga Forné Angrill          | Mixt            | 8/1/2003   | Renuncia a l'escó.                                                                   | Josep Ribera Ambatlle     | Mixt            | 24/1/2003  |
|  | Antoni Riberaygua Sasplugas | Liberal         | 23/10/2003 | Renuncia a l'escó.                                                                   | Óscar Rossell Margalef    | Liberal         | 23/10/2003 |
|  | Josep Garrallà Rossell      | Mixt            | 5/11/2003  | Renuncia a l'escó.                                                                   | vacant                    | N/D             | N/D        |
|  | Antoni Martí Petit          | Liberal         | 6/11/2003  | Renuncia a l'escó.                                                                   | Maïtena Manciet Fouchier  | Liberal         | 18/11/2003 |
|  | Miquel Alís Font            | Socialdemòcrata | 6/11/2003  | Renuncia a l'escó.                                                                   | Olga Areny Sánchez        | Socialdemòcrata | 18/11/2003 |